# 侯爾馬維克

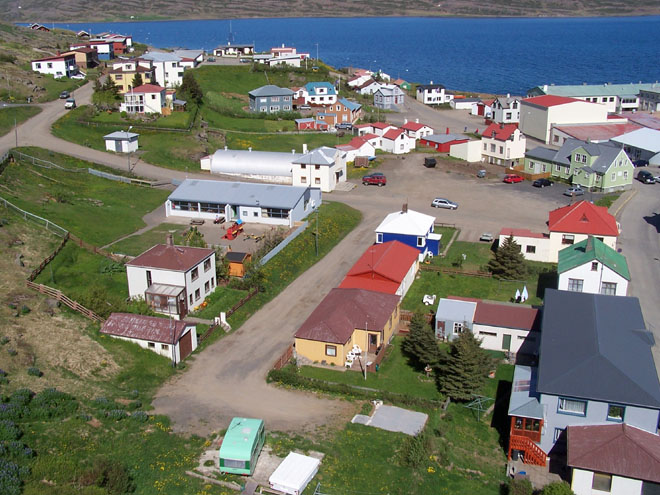

侯爾馬維克是冰島西峽灣區斯特兰达比格兹市镇内的村庄，位於該國西北部，主要經濟活動是商業、服務業、漁業和旅遊業，2023年人口為302。